# Kyo (groupe)
Pour les articles homonymes, voir Kyo.
Kyo est un groupe de pop-rock français. Formé en 1994, le groupe est révélé au grand public avec les albums à succès Le Chemin en 2003 et 300 lésions en 2004. Éprouvé et en manque d'inspiration, le groupe se met en pause en 2008 avant de faire son retour en 2014 avec l'album L'Équilibre. S'ensuit leur 5e album studio Dans la peau dans un style plus electro-pop, sorti en décembre 2017. En novembre 2021, Kyo revient avec un 6e album, La part des lions, retrouvant une ambiance plus rock. Les membres de Kyo ont participé à l'écriture ou à la composition de plusieurs chansons entre autres pour des comédies musicales (Le Roi Soleil, Cléopâtre) et pour des artistes (Jenifer, Emma Daumas, Amel Bent, Johnny Hallyday).

## Biographie

### Kyo(1994-2002)
C'est en 1994, au collège Notre-Dame « Les Oiseaux » de Verneuil-sur-Seine (Yvelines), que les deux frères Fabien et Florian Dubos rencontrent Nicolas Chassagne et Benoît Poher. Ils se découvrent une passion commune pour Nirvana, Soundgarden, Radiohead, Pearl Jam et l'univers graphique des mangas et des jeux vidéo qui leur inspira le nom du groupe. Les quatre garçons participent alors à des concerts d'école, de kermesses et se produisent dans des salles de la région parisienne, sans réel succès.
En 1997, lors d'un tremplin rock où ils mêlent formules électriques et acoustiques, ils rencontrent leur futur manager : Yves Michel Aklé, qui leur obtient un premier contrat avec les éditions Sony. Le groupe se rend dans les bureaux de Sony pour jouer un de leurs titres en live afin de se faire signer. Par la suite, ils font les premières parties de David Hallyday et jouent en playback dans un de ses clips, ce qui leur vaut une première reconnaissance. Ils écrivent également leur première chanson, Il est temps, qui n'est cependant pas commercialisée.
Ils signent ensuite un contrat avec le label Jive/Zomba France. En 2000, Kyo sort son premier album, homonyme, très pop, qui passe cependant relativement inaperçu (40 000 exemplaires vendus).

### Le Chemin(2003)
Le 7 janvier 2003, Kyo sort son deuxième album, Le chemin, qui mène le groupe au succès, grâce notamment au duo avec Sita, Le chemin, qui permettra au groupe d'obtenir le 28 février 2004 trois Victoires de la musique : l'album révélation pour Le Chemin, « groupe ou artiste révélation de l'année » et « groupe révélation scène », ainsi que les chansons Dernière Danse (initialement appelée Une dernière danse, mais faute de place sur la pochette, l'article a été retiré par la suite[réf. nécessaire]), Je cours, Tout envoyer en l'air et Je saigne encore. L'album se vend à plus d'un million d'exemplaires, la tournée qui suit est bien accueillie. En février 2004 sort un DVD, Kyosphère, qui retrace cette tournée.
Le groupe Kyo a été récompensé plusieurs fois lors de la cérémonie NRJ Music Awards sur TF1 grâce à l'album Le Chemin. 

### 300 lésions(2004-2006)
À la fin de décembre 2004, sort l'album 300 lésions, qui se vendra à environ 500 000 exemplaires. En 2005, le groupe se consacre à l'écriture de chansons pour d'autres artistes tels que Sita, Jenifer, Johnny Hallyday (Ma religion dans son regard) ainsi que pour la comédie musicale Le Roi Soleil.
Fin 2005, à l'issue de la tournée de 300 lésions, le groupe annonce qu'il compte faire une pause avant son 4e album prévu pour 2008, chacun voulant se consacrer à des projets personnels. Des rumeurs de séparation définitive apparaissent alors, démenties par le groupe qui affirme qu'il ne s'agit là que d'un arrêt provisoire.
En 2006, le groupe compose et chante une chanson pour le collectif Fight Aids Monaco (L'Or de nos vies). Benoît Poher compose également une chanson pour Thierry Amiel (L'amour en face) et une autre pour Emmanuel Moire (le sourire). Il collabore également avec la chanteuse Emma Daumas pour le 2e album de celle-ci en coécrivant la chanson Regarde-nous.

### Pause et retour (2007-2014)
En 2007, les membres travaillent toujours sur leurs projets personnels dans le nouveau studio du groupe, avant de se retrouver pour un nouvel album initialement prévu en 2008. Benoît et Florian ont formé un nouveau groupe, Empyr, en compagnie de Fred Duquesne guitariste de Watcha, Benoît Julliard bassiste de Pleymo et Jocelyn Moze, l'ancien batteur de Vegastar. Le premier album, The Peaceful Riot est sorti le 12 mai 2008. Quant à Fabien Dubos, il est compositeur et chanteur d'un nouveau groupe : Crew-Z (avec Venom et Sike (B2N) et Patricio) qui mélange les styles hip-hop, trip hop, RnB et pop rock. La Faille est une de leurs chansons.
Dans une interview donnée en 2009, Benoît Poher et Florian Dubos affirment que le retour de Kyo est pour 2011 avec un quatrième album, après la sortie du deuxième disque d'Empyr, Unicorn, publié en avril 2011.
En février 2013, le groupe enregistre plusieurs démos. Celles-ci sonneraient comme 300 Lésions mais en plus rock. En juillet 2013, le groupe travaille avec le producteur américain Mark Plati.

### L'Équilibre(2014)
En début de 2014, le groupe sort finalement deux nouveaux singles accompagnés chacun d'un clip vidéo, Le Graal et L'Équilibre. Quant au nouvel album, intitulé L'Équilibre, il paraît le 24 mars 2014.
Ces singles et cet album rencontrent un important succès (plus de 100 000 exemplaires vendus), notamment pour le titre Le Graal qui atteint le Top 20 en France (11e) et en Belgique francophone (17e) ; de son côté, l'album se classe directement 2e des ventes lors de sa sortie en France et rentre dans les Top 20 belge et suisse. Une tournée est annoncée, nommée Le Graal Tour. Elle a commencé en octobre 2014 pour s'achever un an plus tard avec des dates en France, Belgique et Suisse. Il y a eu aussi plusieurs participations à des festivals dans ces différents pays, ainsi qu'aux Francofolies 2015 de Blagoevgrad en Bulgarie.

### Dans la peau(2017)
Après avoir publié les semaines précédentes, plusieurs vidéos de leurs concerts du Graal Tour en 2015, Kyo annonce officiellement son retour le 15 septembre 2017 en dévoilant leur nouveau titre intitulé Ton mec. En novembre 2017, le groupe annonce la sortie de leur album Dans la peau pour le mois suivant et dévoile un nouveau titre inédit Plan A.
Dans la peau sort le 8 décembre 2017 en France et se compose de 12 titres pour un total de 42 minutes. Il remporte néanmoins un faible succès comparés aux opus précédents du groupe, se vendant à seulement 30 000 exemplaires.
Ils se produisent en concert à l'AccorHotels Arena de Paris pour la première fois le 24 novembre 2018 (sans leur batteur originel Fabien Dubos, remplacé par Jocelyn Moze).
Pour la première fois de sa carrière, le groupe Kyo participe à un duo avec Madame Monsieur, Les lois de l'attraction, single qui sort le 10 mai 2019.
Le 14 août 2019, Kyo annonce via un communiqué que le batteur Fabien Dubos, absent des concerts depuis fin 2018, quitte le groupe pour poursuivre d'autres aventures musicales. Il est remplacé par Jocelyn Moze, ancien batteur d'Empyr et Vegastar, déjà présent pour Les lois de l'attraction.

### La part des lions(2021)
Le 1er janvier 2021, dans une publication sur leur compte Instagram, Kyo annonce avoir des « nouveaux titres à partager » et son souhait de retrouver son public « sur scène aussi dans les meilleures conditions possibles ». Fin janvier, le groupe sort Ego, un titre seulement joué lors de festivals, un titre beaucoup plus rock que les derniers albums ; il s'agit également du premier titre enregistré avec le nouveau batteur Jocelyn Moze.
Le 30 septembre 2021, le groupe dévoile sur ses réseaux sociaux la pochette et le nom de son nouvel album: La part des lions qui sort le 26 novembre. Avec 12 titres, dont le single Mon Époque sorti quelques mois plus tôt, il comporte également un titre en featuring avec Alice on the Roof.[source secondaire nécessaire]

### Albums-anniversaires (2023-2025)
Le 18 novembre 2022, le groupe annonce 2 concerts exceptionnels pour célébrer les 20 ans de l'album Le chemin vendu à plus 1 000 000 exemplaires, mais également une réédition de l'album avec 5 inédits avec Cœur de pirate, Nuit Incolore, Suzane, Cloud et Stéphane.
Surfant sur la vague de ce retour de popularité en radios et en concerts, une réédition de l'album L'Équilibre sort en 2024 pour célébrer les 10 ans de cet album de retour, avec notamment sept chansons inédites. En toute fin d'année, une réédition pour les 20 ans de l'album 300 lésions contenant huit titres inédits, est dévoilée, comprenant Ma religion dans son regard, la chanson écrite pour Johnny Hallyday à l'époque.

### Ultraviolent(depuis 2025)
Le 7 juin 2025, à l'issue d'un concert complet à Paris-Bercy, le groupe annonce son septième album, Ultraviolent qui sortira le 31 octobre 2025. Ils performent sur scène un premier extrait, K17, « au couplet à la frontière avec le rap et aux sonorités qui évoquent Indochine » qui semble présager un album plus rock que le précédent selon Charts in France.

## Membres
- Benoît Poher (depuis 1994) - chant lead, guitare
- Florian Dubos (depuis 1994) - guitare, chœur, chant (sur 3 morceaux de 300 lésions, 1 sur Le chemin, 2 sur L'équilibre et 1 sur Dans la peau)
- Nicolas Chassagne (depuis 1994) - guitare
- Jocelyn Moze (depuis 2018) - batterie, percussions
- Pierre Lavandon (session et tournée exclusivement[source secondaire souhaitée], depuis 2003) - basse
- Nicolas Subréchicot (en tournée exclusivement[source secondaire souhaitée], depuis 2014) - claviers

### Ancien membres
- Fabien Dubos (1994-2018) - batterie, percussions

## Discographie
- 2000 : Kyo
- 2003 : Le Chemin
- 2004 : 300 lésions
- 2008 : Best of + dvd live
- 2014 : L'Équilibre
- 2017 : Dans la peau
- 2021 : La part des Lions
- 2023 : Le Chemin (20 ans)
- 2024 : L'Équilibre (10 ans)
- 2024 : 300 lésions (20 ans)
- 2025 : Ultraviolent

## Récompenses
- NRJ Music Awards[25]
  - Meilleure chanson francophone (2004)
  - Meilleur album francophone (2004)
  - Meilleur groupe francophone (2004)
  - Meilleur site musical (2004)
- Victoires de la musique[26]
  - Groupe révélation de l'année (2004)
  - Groupe révélation scène de l'année (2004)
  - Album révélation de l'année (2004)
- MTV Europe Music Awards
  - Groupe français de l'année (2003)
  - Meilleur artiste français (2005)
- World Music Awards
  - Meilleure vente album français (2004)
- Prix Roger Seiller de la Sacem
  - Meilleur groupe français  (2004)
- Prix de la Création Musicale
  - Prix de la chanson de l'année (2015)